# Craspedacusta sowerbii
Craspedacusta sowerbii  (лат.) — вид гидроидных из отряда лимномедуз (Limnomedusae). Один из немногих видов стрекающих, освоивших пресные воды и при этом сохранивших метагенетический жизненный цикл — чередование поколения полипов и поколения медуз.

## История открытия и распространение
Впервые Craspedacusta sowerbii были описаны в 1880 году в Лондоне, когда медуз этого вида обнаружили в принадлежащем Лондонскому ботаническому обществу бассейне, где содержали водные тропические растения. Более поздние находки выявили широкое распространение вида в пресных водоёмах Европы, Азии, Австралии, Северной и Южной Америк, кроме того, известны случаи обнаружения C. sowerbii в аквариумах. Традиционно величину современного ареала объясняют непреднамеренной интродукцией человеком, указывая в качестве исходной области распространения водоёмы Южной Америки или верховья реки Янцзы (Китай). Как правило, медуз обнаруживают в стоячих и слабо проточных водах, хотя известно, что полипы способны существовать и в водоёмах с быстрым течением.

## Строение и жизненный цикл
Жизненный цикл Craspedacusta sowerbii представляет собой чередование поколений полипов, обитающих на дне, и медуз, свободно плавающих в толще воды. Образование последних протекает путём латерального почкования полипов и носит нерегулярный характер, имея место далеко не во все годы. Кроме того, зачастую гемипопуляция медуз оказывается представлена особями лишь одного пола. В случае успешного размножения выброшенные медузами в воду гаметы сливаются и из зиготы развивается личинка-планула, которая некоторое время ползает по дну, а затем прикрепляется и развивается в полипа. Полипы, кроме самовоспроизведения и образования медуз, при неблагоприятных для существования условиях способны образовывать подоцисты — покрытые хитиновой кутикулой массы клеток, выступающие в качестве покоящихся стадий.

### Полипы
Размеры полипов, существующих поодиночке или в форме небольших колоний (от 2 до 7 особей), обычно составляют от 0,25 до 1,2 мм, хотя существуют упоминания об особях высотой до 6 мм. Они обладают кеглевидной формой и лишены щупалец. На вершине ротового конуса полипа расположено четырёхугольное ротовое отверстие, окружённое многочисленными стрекательными клетками, которые служат для ловли планктонных организмов. Прикрепление к субстрату обеспечивает одевающая основание колонии хитиновая кутикула — перидерма.

### Медузы
Форма тела только что отпочковавшейся медузы (около миллиметра диаметром) близка к шарообразной, но в ходе роста изменяется, переходя в сплюснутую полусферу при диаметре до 20 мм. Кроме того, в ходе развития значительно увеличивается число щупалец (с 16 до 500), а также закладываются и увеличиваются в числе отсутствующие у молодых особей органы равновесия — статоцисты. Как и у других представителей семейства Olindiidae, венчик щупалец значительно сдвинут на верхнюю сторону зонтика. С четырьмя радиальными каналами пищеварительной системы ассоциированы половые железы, обладающие формой свисающих в полость зонтика карманов. Ротовой хоботок хорошо развит и выдаётся за пределы зонтика.